# Голлі Гендрікс
Голлі Гендрікс (англ. Holly Hendrix; нар. 20 квітня 1997, Лафаєтті, Індіана, США) — американська порноакторка.

## Життєпис
Виросла в Саванні, штат Джорджія, в сім'ї, що складається з вітчима, матері та двох братів (молодшого та старшого). Рідний батько родом із Гаяни, а мати — американка з півдня. Після раннього закінчення середньої школи перейшла до коледжу на початкові два роки. У підлітковому віці брала участь у фотосесіях. У 14 років втратила цноту зі своїм хлопцем.

### Порноіндустрія
У 17 років переїхала до Флориди, де почала працювати моделлю і вперше знялася в фотосесії оголеною. Там же зустріла свого порноагента.
У травні 2015 у 18 років потрапила в порноіндустрію. Перша жорстка сцена та БДСМ була для Brutal Castings. У відео Spinner's Bubble Butt Gets Banged студії Mofos вперше знялася у сцені анального сексу, а у червні 2016 року, у 1st DP For Holly студії Hard X, у сцені подвійного проникнення.
У фільмі Holly Hendrix's Anal Experience студії Джонні Даркко вперше виконала подвійний анальний секс, а також блоу-бенг (суміш орального сексу та генг-бенгу).
Знімається з такими порностудіями, як: Bang Bros, Mofos та Reality Kings. Також знімається для Brazzers, Evil Angel, Elegant Angel та Kick Ass. В основному практикує жорсткі сцени (анальний та груповий секс, подвійне проникнення, БДСМ), але також знімається у сценах лесбійського сексу.
21 січня 2017 року була оголошена переможницею AVN Awards у категоріях «Найкраща нова старлетка» та «Найбільш епатажна сцена» (разом з Адріаною Чечик та Маркусом Дюпрі). Також лауреатка двох премій XRCO Award у категорії «Супершльондра року» (2017, 2018).
Другу частину свого псевдоніма взяла на честь Джимі Гендрікса, шанувальницею якого є.
За даними сайту IAFD, знялася у 200 порнофільмах.

## Нагороди та номінації
| Рік  | Нагорода        | Результат | Категорія | Фільм                           |
| ---- | --------------- | --------- | --- | ------------------------------- |
| 2016 | Inked Award     | Номінація | Найкраща дупа | Н/Д                             |
| 2016 | Inked Award     | Перемога  | Найкращий анал | Н/Д                             |
| 2016 | Inked Award     | Номінація | Найкращий орал | Н/Д                             |
| 2017 | AVN Award       | Номінація | Найкраща лесбійська групова сцена (разом з Анею Олсен та Пайпер Перрі)                                                      | Violation of Piper Perri        |
| 2017 | AVN Award       | Перемога  | Найкраща нова старлетка | Н/Д                             |
| 2017 | AVN Award       | Номінація | Найкраща сцена подвійного проникнення (разом із Крісом Строуксом та Маркусом Дюпрі)                                         | Oil Overload 15                 |
| 2017 | AVN Award       | Перемога  | Найбільш епатажна сцена (разом з Адріаною Чечик та Маркусом Дюпрі)                                                          | Holly Hendrix's Anal Experience |
| 2017 | DVDerotik Award | Номінація | Найкраща нова старлетка | Н/Д                             |
| 2017 | Inked Award     | Номінація | Групова сцена року (разом з Адріаною Чечик, Дейзі Дукаті, Зої Монро, Клейо Валентьєн, Кет Діор, Луною Стар та Марікою Хейз) | Squirt Gangbang 5               |
| 2017 | Inked Award     | Перемога  | Лесбійська сцена року (разом із Габріеллою Палтровою)                                                                       | Fetish Fantatic 21              |
| 2017 | Inked Award     | Номінація | Лесбійська сцена року (разом із Крістіною Роуз)                                                                             | Women Seeking Women 137         |
| 2017 | Inked Award     | Перемога  | Найкращий анал | Н/Д                             |
| 2017 | Inked Award     | Номінація | Найкращий орал | Н/Д                             |
| 2017 | Inked Award     | Перемога  | Досконала кицька | Н/Д                             |
| 2017 | Inked Award     | Перемога  | Старлетка року | Н/Д                             |
| 2017 | Urban X Award   | Номінація | Найкраща виконавиця | Н/Д                             |
| 2017 | XBIZ Award      | Номінація | Найкраща нова старлетка | Н/Д                             |
| 2017 | XRCO Award      | Номінація | Нова старлетка року | Н/Д                             |
| 2017 | XRCO Award      | Номінація | Оргазмічна аналістка року                                                                                                   | Н/Д                             |
| 2017 | XRCO Award      | Перемога  | Супершльондра року | Н/Д                             |
| 2018 | AltPorn Award   | Номінація | Найкраща готична сцена (разом зі Смоллом Хендсом)                                                                           | A Very Adult Wednesday Addams 2 |
| 2018 | AltPorn Award   | Номінація | Найкраща виконавиця року | Н/Д                             |
| 2018 | AVN Award       | Номінація | Виконавиця року | Н/Д                             |
| 2018 | AVN Award       | Номінація | Найкраща сцена подвійного проникнення (разом з Мануелем Феррарою та Стівом Голмсом)                                         | Manuel DPs Them All 5           |
| 2018 | Inked Award     | Номінація | Найкраща дупа | Н/Д                             |
| 2018 | Inked Award     | Перемога  | Найкращий анал | Н/Д                             |
| 2018 | Inked Award     | Номінація | Сцена року (разом зі Смоллом Хендсом)                                                                                       | All Access POV                  |
| 2018 | XBIZ Award      | Номінація | Найкраща сцена сексу — віртуальна реальність (разом з Пайпер Перрі та ShreddZ)                                              | An Action Is a Go!              |
| 2018 | XBIZ Award      | Номінація | Найкраща сцена сексу — тільки секс (разом із Майклом Вегасом)                                                               | Ass vs. Pussy 4                 |
| 2018 | XRCO Award      | Перемога  | Супершльондра року | Н/Д                             |
| 2019 | AltPorn Award   | Номінація | Найкраща виконавиця року | Н/Д                             |
| 2019 | AVN Award       | Номінація | Найкраща анальна сцена (разом із Джессі Джонсом)                                                                            | Trashy Love Story               |
| 2019 | AVN Award       | Номінація | Найкраща лесбійська сцена (разом з Евелін Клер)                                                                             | Trashy Love Story               |
| 2019 | AVN Award       | Номінація | Найкраща сцена групового сексу (разом із Маркусом Дюпрі, Міком Блу, Стівом Голмсом та Тоні Рібасом)                         | Gangbanged 9                    |
| 2019 | Fleshbot Award  | Номінація | Найкраща дупа | Н/Д                             |
| 2019 | Fleshbot Award  | Номінація | Найкраща сцена групового сексу                                                                                              | Gangbanged 9                    |
| 2019 | Inked Award     | Перемога  | Найкращий анал | Н/Д                             |
| 2019 | Urban X Award   | Номінація | Порнозірка року | Н/Д                             |
| 2019 | Urban X Award   | Номінація | Найгарячіша татуйована зірка                                                                                                | Н/Д                             |
| 2020 | AVN Award       | Номінація | Найкраща сцена подвійного проникнення (разом з Біллом Бейлі та Томмі Пістолом)                                              | Double Duty Booty               |
| 2020 | Fleshbot Award  | Номінація | Найкраща дупа | Н/Д                             |
| 2021 | Inked Award     | Номінація | Найкращий анал | Н/Д                             |
| 2022 | AltPorn Award   | Номінація | Найкраща виконавиця року | Н/Д                             |